# Luigi Rognoni
Luigi Rognoni (Milano, 27 agosto 1913 – Milano, 25 giugno 1986) è stato un musicologo, critico musicale e regista teatrale italiano.

## Biografia
Nacque da Luigia Arbib Clément, pianista e cantante lirica, nota con il nome d'arte Franca Luisa Clementi, e Italo Rognoni, commerciante di origine pavese.
Fu studente antifascista del liceo Manzoni. All'età di 17 anni venne arrestato, "ammonito" dal regime. Fu cacciato da tutti i licei e non poté concludere gli studi. Nel 1933 iniziò a seguire da uditore le lezioni di Antonio Banfi all’Università di Milano.
Collaborò con il periodico L'Ambrosiano dal 1934 al 1938, pubblicando vari articoli su Erik Satie, Maurice Ravel, Arnold Schönberg, Albert Roussel e Francis Poulenc.
Nel 1935 trasformò il Bollettino mensile di vita e cultura musicale in una delle più importanti pubblicazioni culturali dell'epoca, con collaboratori come Gianandrea Gavazzeni, Luigi Dallapiccola e Fausto Torrefranca.
Sposò Eva Nibbi Randi il 16 gennaio 1939, con cui ebbe un figlio, chiamato Enzo.
Divenne musicologo di grande levatura e considerato uno dei massimi esperti italiani di dodecafonia. Fu anche regista di teatro, editore, scrittore, direttore d'orchestra e studioso di estetica musicale. 
Nel dopoguerra aveva seguito attivamente l'avanguardia musicale viennese.
Si laureò presso la Facoltà di Filosofia dell'Università degli Studi di Milano, dove fu allievo di Antonio Banfi e studiò con Alfredo Casella. Si dedicò inizialmente all'attività cinematografica, fondando nel 1935 la Cineteca italiana, successivamente contribuì alla nascita dello Studio di fonologia musicale Rai di Milano e curò la regia di opere di Arnold Schönberg, Emmanuel Chabrier, Jules Massenet e Hugo Wolf.
Fu titolare della cattedra di Storia della musica all'Università degli Studi di Palermo dal 1957 al 1970, e dal 1971 al 1983 al DAMS dell'Università di Bologna.

## Opere
- Luigi Rognoni, L'oca del Cairo: un'opera incompiuta di Mozart, Milano, F.lli Bocca, 1937.
- Luigi Rognoni, Ritratto di Louis Cortese, Milano, Corrente, 1941.
- Luigi Rognoni, Espressionismo e dodecafonia, Torino, Einaudi, 1954 (poi, 1966).
- Luigi Rognoni, Rossini, Parma, Guanda, 1956.
- Luigi Rognoni, Fenomenologia della musica radicale, Bari, Laterza, 1966 (poi, 1974 Garzanti, Milano).